# Коган, Борис Яковлевич
Борис Яковлевич Коган (8 (21) октября 1914, Кишинёв, Бессарабская губерния — апрель 2012, Лос-Анджелес) — советский и американский физик, учёный в области математического моделирования и информатики, биофизики и физиологии сердечной деятельности. Доктор технических наук (1962), профессор (1964), лауреат Сталинской премии второй степени (1951). Один из создателей и первых исследователей в СССР аналоговых и гибридных вычислительных машин и систем.

## Биография
Родился 8 октября 1914 года в Кишинёве. В 1938 году окончил Харьковский политехнический институт по специальности инженер-электрик.
С 1940 года в Институте автоматики и телемеханики АН СССР (впоследствии Институт проблем управления АН СССР) — аспирант, после окончания аспирантуры и защиты кандидатской диссертации в 1945 году научный сотрудник, с 1956 по 1981 год — заведующий основанной им лабораторией математического моделирования (лаборатория № 10). Диссертацию доктора технических наук по теме «Элементы теории аналоговых вычислительных машин (Применительно к задачам автоматического управления)» защитил в 1962 году, с 1948 года — доцент и с 1964 по 1980 год — профессор Московского физико-технического института. В 1980 году подал документы на выезд из СССР и был уволен из Института проблем управления и МФТИ; находился в отказе последующие 7 лет. С 1987 года и до конца жизни — профессор кафедры вычислительной и биомедицинской техники Калифорнийского университета в Лос-Анджелесе. Жил в Санта Монике.
Был членом редколлегии журналов «Автоматика и телемеханика» и «Transactions of the Society for Computer Simulation», председателем Учёного совета Института проблем управления по вычислительной технике и техническим средствам автоматики.

## Научная работа
Под руководством Б. Я. Когана в лаборатории была создана первая в стране серия аналоговых вычислительных машин типа ЭМУ и два типа оригинальных гибридных (аналого-цифровых) вычислительных систем: ГВС-100 и ГВС «Русалка», а также первая в СССР высокопроизводительная ГВС иерархической структуры с оригинальным математическим обеспечением. Предложенные Б. Я. Коганом принципы и разработанная им теория были положены в основу аналоговых и выпускавшихся советской промышленностью гибридных вычислительных машин. Был одним из зачинателей в СССР научных исследований и разработки теории и методов математического моделирования для исследования сложных динамических систем, в том числе систем управления, с применением аналоговых и гибридных вычислительных систем. На основе этих работ опубликовал монографию «Аналоговые вычислительные машины и методы их применения», переведённую на ряд европейских языков. ГВС-100 и ГВС «Русалка» использовались при моделировании систем управления сложными объектами и процессами, Б. Я. Когану с сотрудниками с помощью этих вычислительных средств впервые удалось обнаружить существование спиральных волн в модели сердечной мышцы (1972, позднее подтверждённое в физиологических экспериментах), а также разработать кинематическую теорию стационарных спиральных волн.
В 1987 году Б. Я. Коган предложил методы использования высокопроизводительных параллельных цифровых машин для моделирования процессов в возбудимых средах (нелинейных распределённых динамических системах специального типа), разработал для этого специальные алгоритмы. Уже в Калифорнийском университете в Лос-Анджелесе им был получен ряд новых результатов в области моделирования электрофизиологических процессов в сердце, проведён цикл работ по созданию трёхмерной математической модели сердечной мышцы, исследованию влияния статистических свойств проводимости каналов клеток сердца на процессы распространения возбуждения в сердечной ткани. До 2011 года публиковал научные статьи по моделированию электрических процессов в миокарде в норме и при различных патологических состояниях (вентрикулярная тахикардия, фибрилляция, пролонгация QT интервала, других аритмических расстройствах), и их корреляции с электрокардиографическими показателями.
Редактор серии сборников «Вычислительная техника в управлении» (позже «Теория и методы математического моделирования», на основе проводимой им ежегодной Всесоюзной конференции по теории и методам математического моделирования).

## Семья
Жена — Мина Евгеньевна Райскина (1919—?), кардиолог и физиолог, доктор медицинских наук (1960), автор монографий «Биохимия нервной регуляции сердца» (М.: Медгиз, 1962. — 320 с.), «Методы прижизненного исследования метаболизма сердца» (с соавторами, М.: Медицина, 1970. — 264 с.), «Статистическая обработка медицинских данных» (Вильнюс: Мокслас, 1989. — 102 с.) и «Ventricular fibrillation and sudden coronary death» (Boston: Kluwer Academic Publishing, 1999. — 213 с.).

## Публикации
- Электронная моделирующая установка типа ЭМУ-5 / В. А. Трапезников, Б. Я. Коган, В. В. Гуров, А. А. Маслов. — М.:  Институт технико-экономической информации, 1956. — 119 с.
- Электронная моделирующая установка типа ЭМУ-8 / В. В. Гуров, В. М. Евсеев, Б. Я. Коган. М: Институт технической кибернетики АН СССР, 1957. — 101 с.
- Электронные моделирующие устройства и их применение для исследования систем автоматического регулирования. М.: Физматгиз, 1959. — 492 с.; 2-е издание — там же, 1963. — 510 с.
- Analóg számológépek és alkalmazásuk önműködő szabályozások vizsgálatára / B. Ja. Kogan. Budapes: Műszaki könyvkiadó, 1962. — 395 с.
- Dispozitive electronice de modelare şi folosirea lor pentru studiul sistemelor de reglare automată / B. Ia. Kogan. Bucureşti: Ed. tehnică, 1964. — 431 с.
- Electronic analog computers and their application for investigation of automatic control systems. Wright-Patterson Air Force Base, Ohio, USA, 1965. — 532 p.
- Аналоговая вычислительная техника и автоматическое управление. М.: Институт автоматики и телемеханики, 1966. — 35 с.
- Elektroniczne maszyny analogowie i ich stosowanie do regulacji automatycznej / B. J. Kogan. Warszawa: Wyd-wa naukowo-techniczne, 1966. — 454 с.
- Modeling and simulation: theory and practice. George A. Bekey, Boris Y. Kogan (eds). Boston: Kluwer Academic Publishers, 2003. — 292 p.
- Introduction to computational cardiology: mathematical modeling and computer simulation. New York: Springer, 2010. — 231 p.